# ناخدا با خدا
ناخدا با خدا فیلمی به کارگردانی و تهیه‌کنندگی نصرت اله وحدت و نویسندگی اصغر میرخدیوی محصول سال ۱۳۵۲ ایران است.

## داستان
هومن (ایرج قادری ‌) مرد ثروتمندی است که صاحب یک کشتی بزرگِ تجاری است همه اطرافیانش او را بخاطر پول و ثروتش میخواهند و از همه سرخورده است ، مرد فقیری به نام حسن موش (وحدت) به دلیل فقر تصمیم به خودکشی میگیرد و خودش را به دریا می اندازد، که هومن او را از نجات میدهد، هومن به خانه حسن موش میرود و زندگی فقیرانه اورا می‌بیند، تمام پولهایی که همراه دارد را به حسن موش میبخشد و تصمیم می‌گیرد که او هم چند صباحی فقیرانه زندگی کند تا عشق واقعی خود را پیدا کند که درگیر ماجراهای جالبی می‌شود.